# Kalinšek
Kalinšek je priimek v Sloveniji, ki ga je po podatkih Statističnega urada Republike Slovenije na dan 1. januarja 2010 uporabljalo 19 oseb.

## Znani nosilci priimka
- Felicita Kalinšek (1855—1937), redovnica šolska sestra, avtorica Slovenske kuharice
- Ivan Kalinšek (1927—2011), zdravnik kirurg, travmatolog
- Lojze Kalinšek (*1956), slikar, likovni pedagog